# Jean Todt
Jean Todt, francoski športni direktor Ferrarija, * 26. februar 1946, Pierrefort, Cantal, Francija.
Jean Todt je športni direktor moštva Formula 1, Ferrari, in je eden ključnih mož za njegov uspeh v obdobju med sezonama 1999 in 2004. Bil je zaslužen za prestop takrat dvakratnega prvaka, Michaela Schumacherja pred sezono 1996. Schumacher je s seboj pripeljal še odličnega stratega Rossa Brawna in odličnega dizajnerja Roryja Byrna. In ta četverica je bila najbolj zaslužna pri Ferrariju za osvojitev konstruktorskih naslovo v sezonah 1999, 2000, 2001, 2002 ,2003 in 2004, ter dirkaških naslovov v sezonah 2000 (prvi Ferrarijev dirkaški naslov po sezoni 1979), 2001, 2002 ,2003 in 2004, vse Michael Schumacher. To je najdaljše obdobje prevlade enega moštva v zgodovini Formule 1. Po upokojitvi Schumacherja so o podobnem koraku razmišljali tudi ostali trije, Todt pa zaenkrat še ostaja v Ferrariju.
Todt je oktobra 2009 postal novi predsednik Svetovne avtomobilske zveze (FIA).